# Forchtenstein
Forchtenstein (Hongaars: Fraknó, Kroatisch: Fortnava) is een gemeente in de Oostenrijkse deelstaat Burgenland, gelegen in het district Mattersburg (MA). De gemeente heeft ongeveer 2800 inwoners.

## Geografie
Forchtenstein heeft een oppervlakte van 16,6 km². Het ligt in het uiterste oosten van het land.
Antau · Bad Sauerbrunn · Baumgarten · Draßburg · Forchtenstein · Hirm · Krensdorf · Loipersbach · Marz · Mattersburg · Neudörfl · Pöttelsdorf · Pöttsching · Rohrbach bei Mattersburg · Schattendorf · Sieggraben · Sigleß · Wiesen · Zemendorf-Stöttera
- Gemeinsame Normdatei: 7518191-5
- Nationale Bibliotheek van Tsjechië: ge760242
- Virtual International Authority File: 242766315
- WorldCat: E39PBJh8J6DmhDTPhdq7d4VwG3